# Zabalza/Zabaltza
Zabalza/Zabaltza (spanisch Zabalza, baskisch Zabaltza) ist eine Gemeinde (municipio) mit 297 Einwohnern (Stand: 2024) in der autonomen Gemeinschaft Navarra im Norden von Spanien. Die Gemeinde besteht aus den Ortschaften Arraitza, Ubani und Zabaltza. Der Verwaltungssitz befindet sich in Arraitza.

## Lage und Klima
Zabaltza liegt in ca. 500 m Höhe am Arga, der die Gemeinde im Nordwesten begrenzt, und ist ca. zehn Kilometer (Fahrtstrecke) in westsüdwestlicher Richtung vom Stadtzentrum der Regionalhauptstadt Pamplona entfernt. Das Klima ist gemäßigt bis warm.

## Bevölkerungsentwicklung
| Jahr      | 1970 | 1981 | 1991 | 2001 | 2011 | 2021 |
| Einwohner | 199  | 145  | 140  | 164  | 270  | 303  |

## Sehenswürdigkeiten

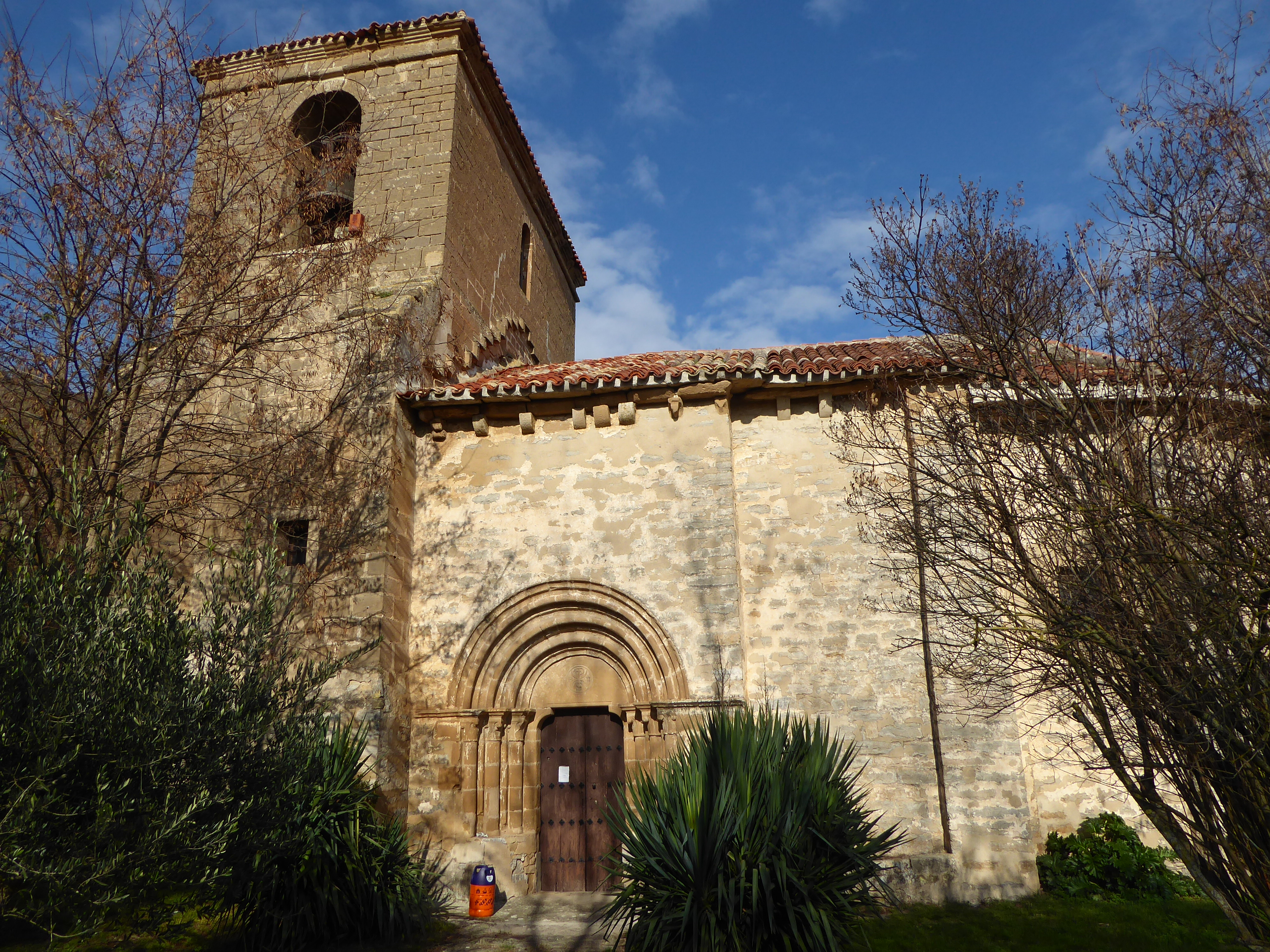
Kirche Mariä Himmelfahrt in Zabaltza
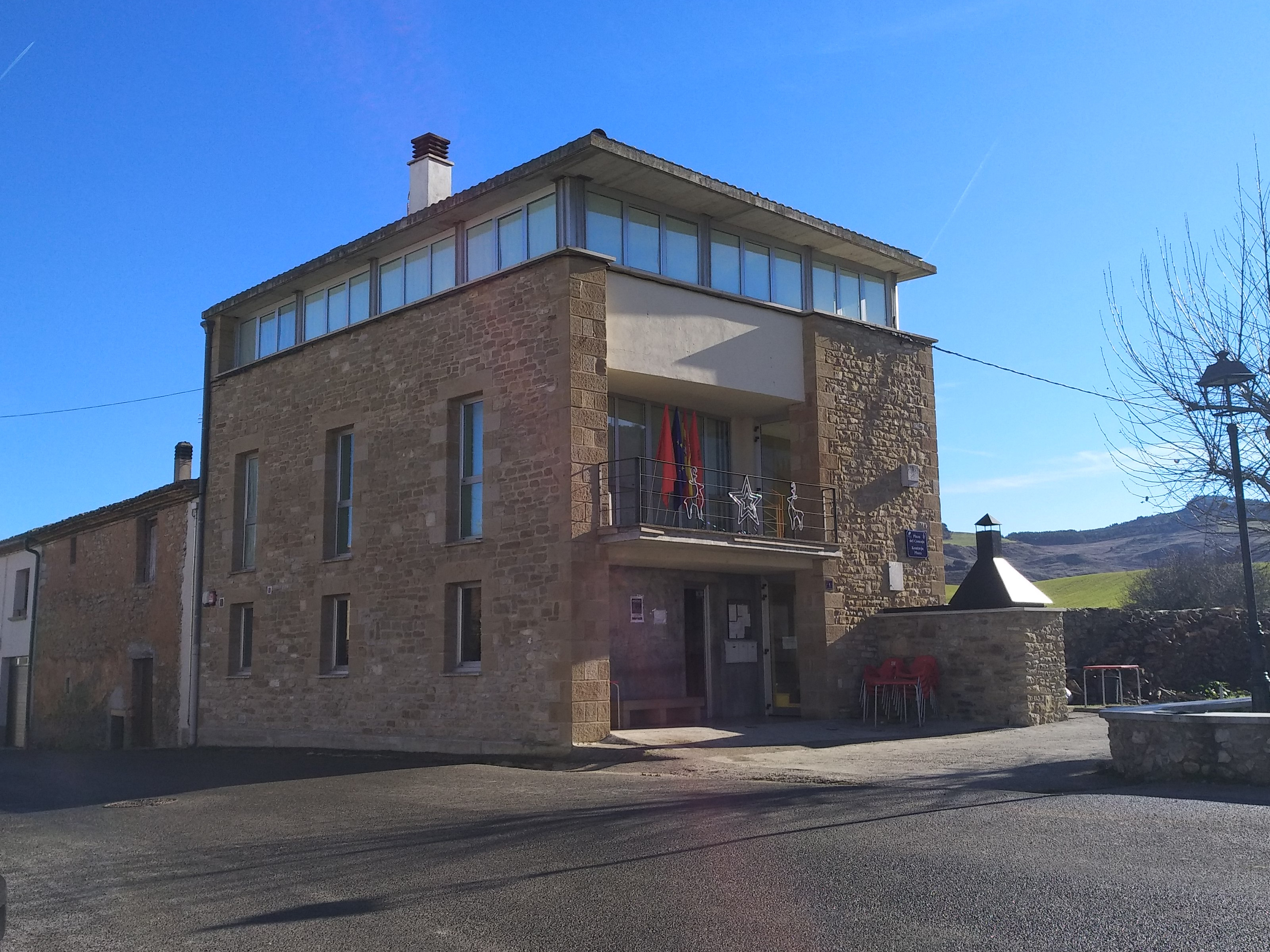
Kirche von Ubani

- Kirche von Ubani
- Rathaus